# Вайлер-Зіммерберг
Вайлер-Зіммерберг (нім. Weiler-Simmerberg) — громада в Німеччині, знаходиться в землі Баварія. Підпорядковується адміністративному округу Швабія. Входить до складу району Ліндау.
Площа — 31,30 км2. Населення становить 6374 ос. (станом на 31 грудня 2020).